# Jan Erik Kihlström
Jan Erik Kihlström, född 23 mars 1928, död 2 februari 2009 i Uppsala, var en svensk miljövetare. 
Kihlström disputerade 1958 inom ämnet zoofysiologi vid Uppsala universitet  och utsågs 1979 till professor i ekotoxikologi vid zoofysiologiska institutionen på Uppsala universitet. Han blev 1979 ledamot av Vetenskapsakademien. 1986 gav Liber Förlag ut boken "Gifter i naturen" författad av Jan Erik Kihlström och Hans Nilsson. Kihlström har också medverkat i flera antologier, bland annat om hur sälarna i Östersjön påverkats av miljögifter.
Jan Erik Kihlström är begravd på Uppsala gamla kyrkogård. Han efterlämnade hustru och tre söner.